# Zona Centro-Sul de Manaus
A Zona Centro-Sul de Manaus é uma região administrativa estabelecida pela prefeitura de Manaus que engloba 7 bairros. De acordo com IBGE/2017, a região tem uma população de 180 577 habitantes e renda média por habitante de R$ 3 417.
É considerada a área mais nobre da cidade, além de ser a região mais verticalizada. A Zona Centro-Sul tem tido declínio nos índices populacionais nos últimos anos, apesar de possuir a maior renda per capital amazonense. Ocupa uma área pequena do município de Manaus, totalizando 35,5 km² de área. Uma grande parte dessa área é de propriedade pública, pertencendo ao Parque Municipal do Mindú, ao Corredor Ecológico do Mindú, ao Parque dos Bilhares, ao Parque Desembargador Ataliba David Antônio (Parque Linear do Passeio do Bindá) e outros.

## Destaques
O bairro Parque Dez de Novembro, o maior bairro da região e um dos maiores de Manaus, engloba diversos conjuntos e loteamentos de classe média alta como: os conjuntos Castelo Branco I e II, Parque Tropical, Jardim Meridional, Pindorama, Mucuripe I, II e III, Eldorado, Vila do Rei I até IV, Arthur Reis, Barra Bela e Jardim Yolanda; os loteamentos Jardim Nova Friburgo, Jardim Amazonas, Castelinho, Novo Horizonte, Jardim Primavera I e II, Jardim Oriente I e II, Jardim Jakura I e II, Novo Mundo, Portal do Japão I e II, Jardim Sumiré, Parque Shangri-lá I a VII. No Parque Dez há um pouco mais de 70 mil habitantes.
No bairro encontra-se o Centro Social Urbano (CSU), famoso por sediar um dos maiores festivais juninos de Manaus. O bairro que lidera a lista dos mais nobres é  Adrianópolis, possuindo famílias com até 40 salários mínimos, seguido do bairro Nossa Senhora das Graças. Estes bairros também abrigam locais históricos como a Praça Chile, a Praça Nossa Senhora de Nazaré, o Reservatório do Mocó, o Castelinho da Vila, o cemitério São João Batista, a Avenida Senador Álvaro Maia (antigo Boulevard Amazonas), entre outros.

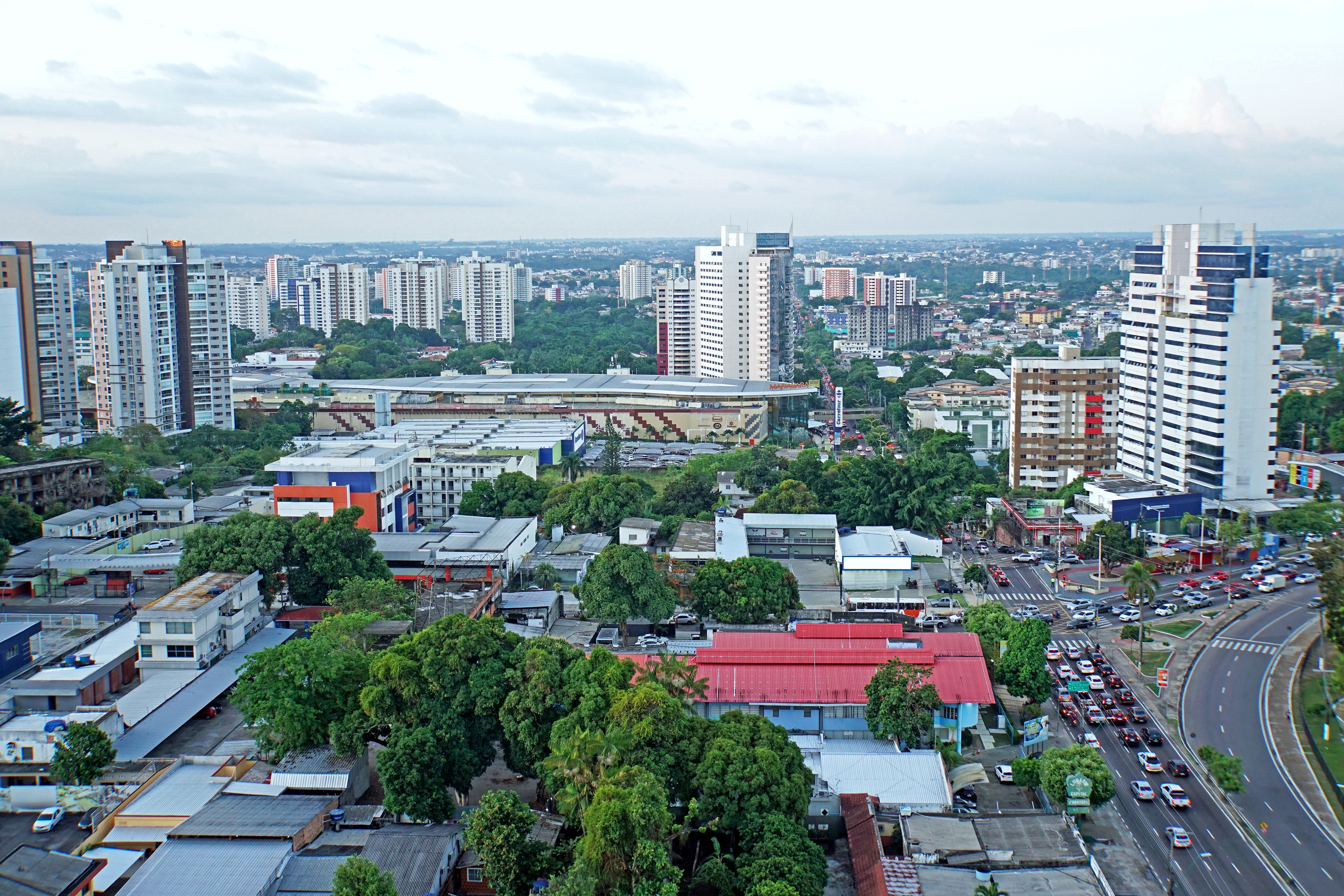
Bairro Adrianópolis

O bairro da Chapada é cruzado por duas importantes avenidas: Constantino Nery e Djalma Batista. Nele se localizam vários shoppings centers, formando um comércio variado e de alto padrão.
Os bairros de Flores e São Geraldo concentram núcleos de classe média baixa a alta. Em Flores, encontramos a Arena da Amazônia Vivaldo Lima, o Ginásio Poliesportivo do Amazonas, o Centro de Convenções do Amazonas Vasco Vasques, o Terminal Rodoviário Engenheiro Huascar Angelim, o Aeroclube do Amazonas, etc.
A Zona Centro-Sul é a região com o maior nível de urbanização em Manaus e a que apresenta os melhores indicadores sociais da cidade.

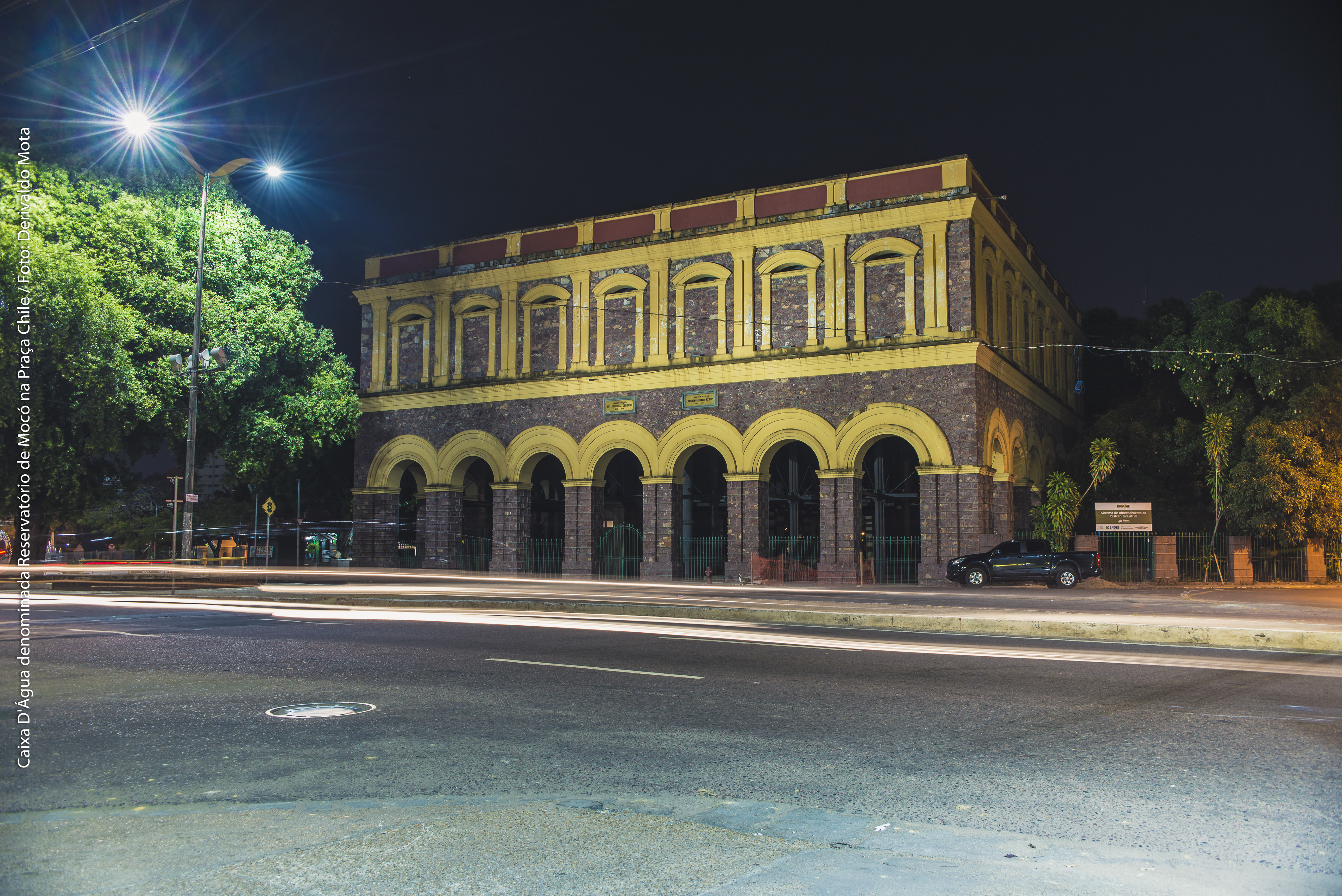
Reservatório do Mocó, Patrimônio Histórico Nacional, localizado no Adrianópolis.

## Zona objetiva
A Zona Centro-Sul abriga sedes de várias empresas, secretarias e ONGs, além de diversos estabelecimentos comerciais de luxo, shoppings centers e cinemas.No bairro do Parque Dez está localizada a sede da Secretaria Municipal de Desenvolvimento Econômico Local (SEMDEL). No bairro de Flores está localizada a Assembléia Legislativa do Amazonas e a Reitoria da Universidade Estado do Amazonas.
O bairro do Aleixo abriga a Secretaria de Estado da Fazenda (SEFAZ), a Rede Calderaro de Comunicação, a Rede Amazônica, a Fundação Municipal de Cultura e Turismo (Manauscult), a Secretaria Municipal de Infraestrutura (SEMINF), a Vila Militar do Aleixo, o Parque Cidade da Criança, e o Tribunal Regional Eleitoral do Amazonas.
No bairro da Chapada, encontramos o Amazonas Shopping, o segundo maior shopping center do Amazonas, além do Manaus Plaza Shopping e do Millenium Shopping.
Na divisa do bairro Adrianópolis com o conjunto Isaías Vieiralves (conhecido pelo seu centro comercial variado), encontramos o Manauara Shopping, localizado na Avenida Mário Ypiranga Monteiro (antiga rua Recife), e que atualmente ocupa a posição de shopping mais completo e luxuoso de Manaus. Ainda na Zona Centro Sul encontramos os melhores e mais caros lugares para entretenimento como boates, bares, lanchonetes, restaurantes e hotéis que intensificam a vida noturna agitada da região.

## Bairros

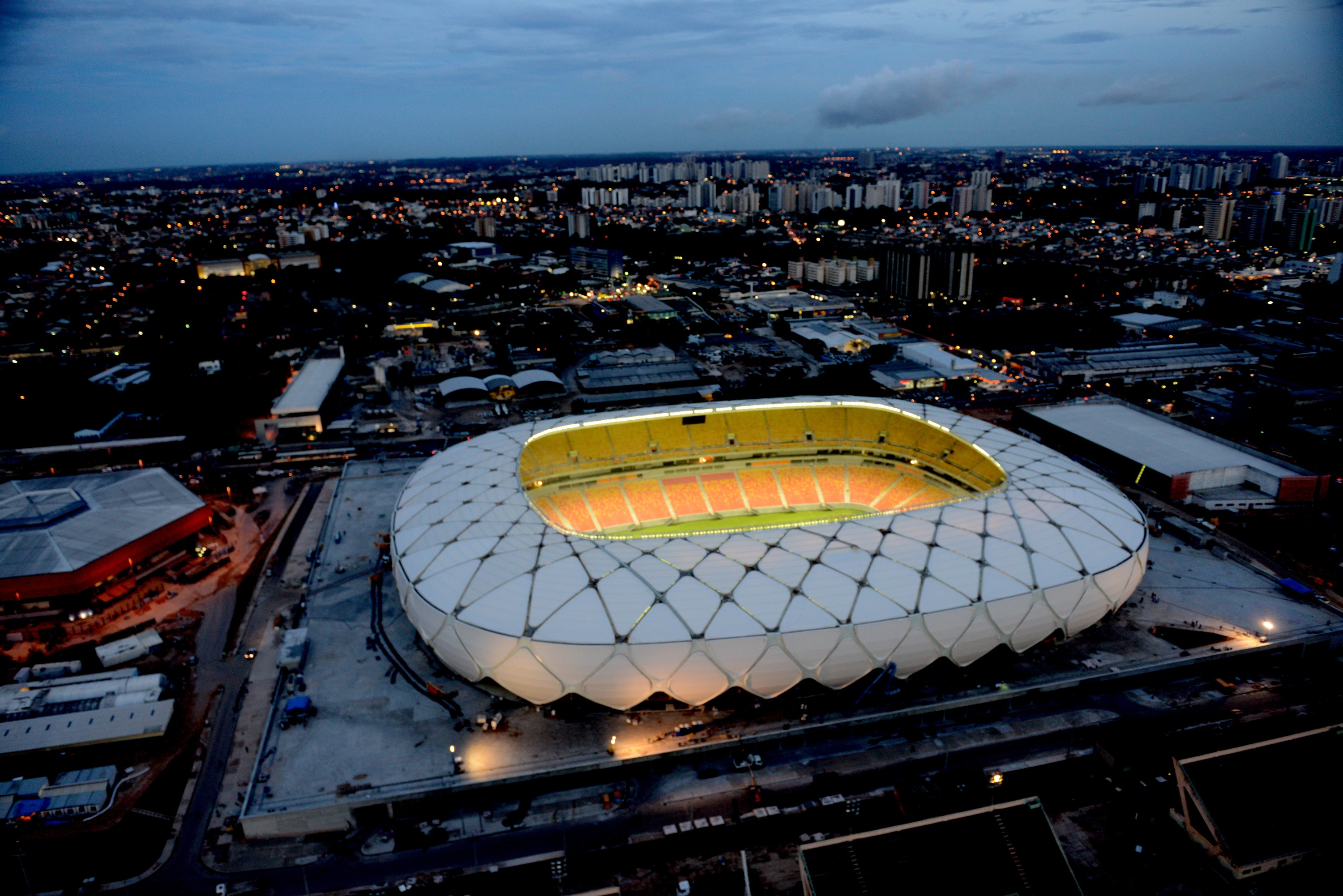
Arena da Amazônia, no bairro de Flores

- Adrianópolis
- Aleixo
- Chapada
- Flores
- Nossa Senhora das Graças
- Parque 10 de Novembro
- São Geraldo

## Hospitais

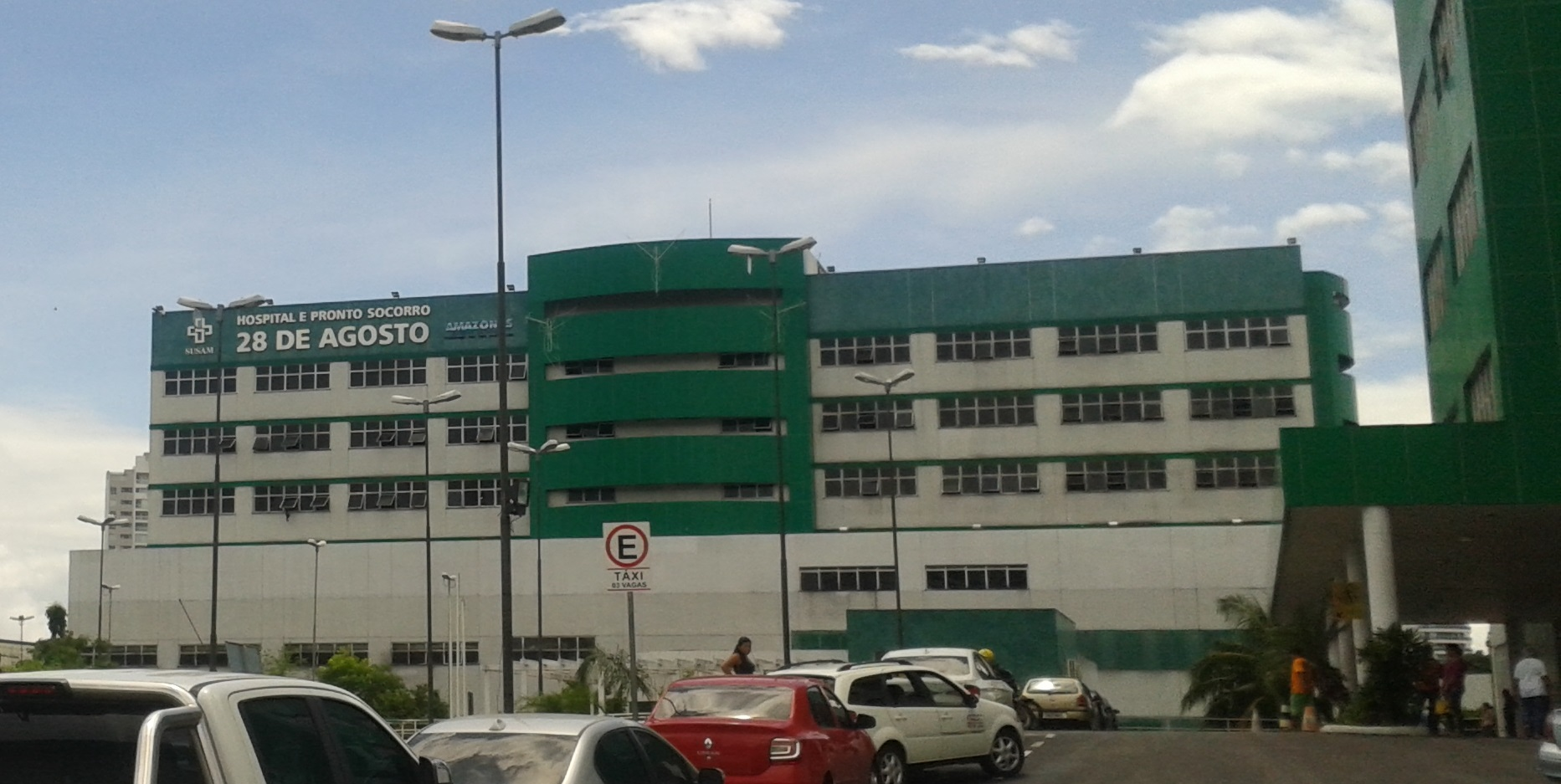
Hospital e Pronto-Socorro 28 de Agosto, no Adrianópolis.

O segundo maior hospital do Amazonas, o Pronto Socorro 28 de Agosto fica localizado em Adrianópolis, próximo ao Instituto da Mulher Dona Lindu.